# Glena crassata
Glena crassata là một loài bướm đêm trong họ Geometridae.